# Betektaman
Betektaman is een bestuurslaag in het regentschap Probolinggo van de provincie Oost-Java, Indonesië. Betektaman telt 2117 inwoners (volkstelling 2010).